# Dipyridamol
Dipyridamol is een trombocytenaggregatieremmer, een geneesmiddel dat de samenklontering van bloedplaatjes remt en de bloedvaten verwijdt. Deze effecten berusten op twee mechanismen:
- stijging van het extracellulaire adenosinegehalte. Dipyridamol houdt de heropname van adenosine in de bloedplaatjes en bloedvatendotheelcellen tegen. Daarnaast remt dipyridamol het enzym adenosinedeaminase. Dit enzym breekt adenosine af tot inosine.
- stijging van het cAMP-gehalte in bloedplaatjes en bloedvatendotheelcellen. Adenosine, dat nu aanwezig is in een grotere concentratie, werkt in op de adenosinereceptors en zorgt zo voor meer cAMP-aanmaak door het enzym adenylaatcylase.

Dipyridamol remt het enzym fosfodiësterase, dat normaal gezien cAMP afbreekt. De overmaat aan cAMP belemmert plaatjesaggregatie en zorgt ervoor dat de gladde spiercellen van de bloedvaten ontspannen.

## Indicaties

### Diagnostisch gebruik
Volgens het bovenstaande principe verwijdt intraveneus dipyridamol de gezonde kransslagaders. De gezonde kransslagaders 'stelen' dan het bloed van de zieke kransslagaders, die niet dilateren. Deze ischemie zie je op het elektrocardiogram en de cardiale echografie.
De verdeling van het bloed over het hart kan ook rechtstreeks worden waargenomen met behulp van radioactieve isotopen. Meestal worden Thallium-201 of Tc99m-Sestamibi gebruikt. Die isotopen zijn zichtbaar met een gammacamera en op een SPECT-scan. Deze diagnostische methode wordt gebruikt wanneer een fietsproef geen uitsluitsel kan geven, bijvoorbeeld als de patiënt niet in staat is om te fietsen.

### Cardiovasculaire preventie
Er is enig bewijs voor een cardiovasculair preventief effect, dus dat gebruik ervan de kans op een hartinfarct zou kunnen doen afnemen. Soms wordt dipyridamol hiervoor samen gebruikt met acetylsalicylzuur. Een Cochrane review vond geen bewijs dat dipyridamol, met of zonder andere middelen gegeven bij patiënten met arteriële klachten, de overlijdenskans verlaagde, hoewel de kans op nieuwe arteriële complicaties misschien wat lager werd (alleen bij hersencomplicaties en slechts in 1 groot onderzoek). Er was geen bewijs dat dipyridamol alleen effectiever was dan aspirine.

### Cerebrovasculaire accidenten
In enkele wetenschappelijk studies is bewezen dat dipyridamol tezamen met acetylsalicylzuur een wat beter effect heeft op de preventie van cerebrovasculaire accidenten dan alleen acetylsalicylzuur.

## Ongewenste effecten
Gastro-intestinale klachten, hoofdpijn en hypotensie. Verhoogde bloedingsneiging bij gebruik van dipyridamol samen met coumarine of andere anticoagulantia.